# 光電報
光電報（英語：Optical telegraph）是指事前設置一系列由一人或多人操作的光學指示設備，並藉由視覺訊號（光通訊的形式）的電報組合，長距離傳遞文字訊息。由於光電報可以傳遞和讀取的距離受到地理和天氣的限制，因此在實際應用上，其長距離的訊息傳遞往往需仰賴大量中繼塔的設置。其中藉由把數個中繼塔串聯起來，讓每一個中繼塔重複前一個中繼塔的訊號，使得訊息能夠在短時間內傳遞相當長的距離。這樣的方式遠比藉由驛遞員傳遞訊息更為可靠，而且長期經營的成本也相對較低。不過除非有島嶼可以設置中繼塔，否則光電報往往無法穿越大片的水域。
早在古代和東羅馬帝國時期，便有使用不同顏色火焰或煙霧傳遞訊息的紀錄。而在歷史上，許多國家曾經出現過基本原理相似的光電報系統，不過執行方式則相當多樣：從相對簡單的火焰、煙霧、號誌燈，到相對複雜的旗語、國際信號旗、回光通信機、摩斯電碼燈等。此類系統又可以分成兩種類型：
- 訊號電報：使用可以控制的指示工具，並依照指示工具事前設定的方式傳達訊息。
- 號誌電報：使用可以旋轉的面板阻擋或傳遞光線，藉此傳達訊息。

1791年，法國發明家克勞德·查普發明能夠傳遞字元編碼的查普電報裝置，同樣將該裝置設置在一排中繼塔頂部，每個塔的距離均在彼此視線範圍內。其中每一個中繼塔的人員都會藉由望遠鏡觀測鄰近的中繼塔，當發現裝置開始移動並傳遞訊息後，中繼塔的人員在讀取訊息，便會將訊息傳遞給下一個中繼塔。查普電報系統在18世紀末至19世紀中葉成為使用最廣泛的通訊裝置，並建置相對應的通訊網絡。不過在這之後，相對更為便宜、速度更快、且更為私密的電報系統，逐漸取代既有的光電報系統。而時至今日，光電報系統仍然影響現代的旗幟訊號和號誌訊號。

## 外部連結
- Chappe's semaphore (an illustrated history of optical telegraphy)
- Webpage including a map of England's telegraph chains （页面存档备份，存于）
- Diagrams and maps of Murray's U.K. semaphore stations （页面存档备份，存于）
- Chart of Murray's shutter-semaphore code （页面存档备份，存于）
- Photo and diagrams of Popham's U.K. semaphore stations （页面存档备份，存于）
- Map of visual telegraph (semaphore) and electrical telegraph lines in Italy, 1860 （页面存档备份，存于） （義大利語）
- Details on the history of the Blanc brothers fraudulant use of the Semophore line （页面存档备份，存于）
- Live recreation of the Spanish optical telegraph code （页面存档备份，存于） （西班牙語）